# Spits (schip)

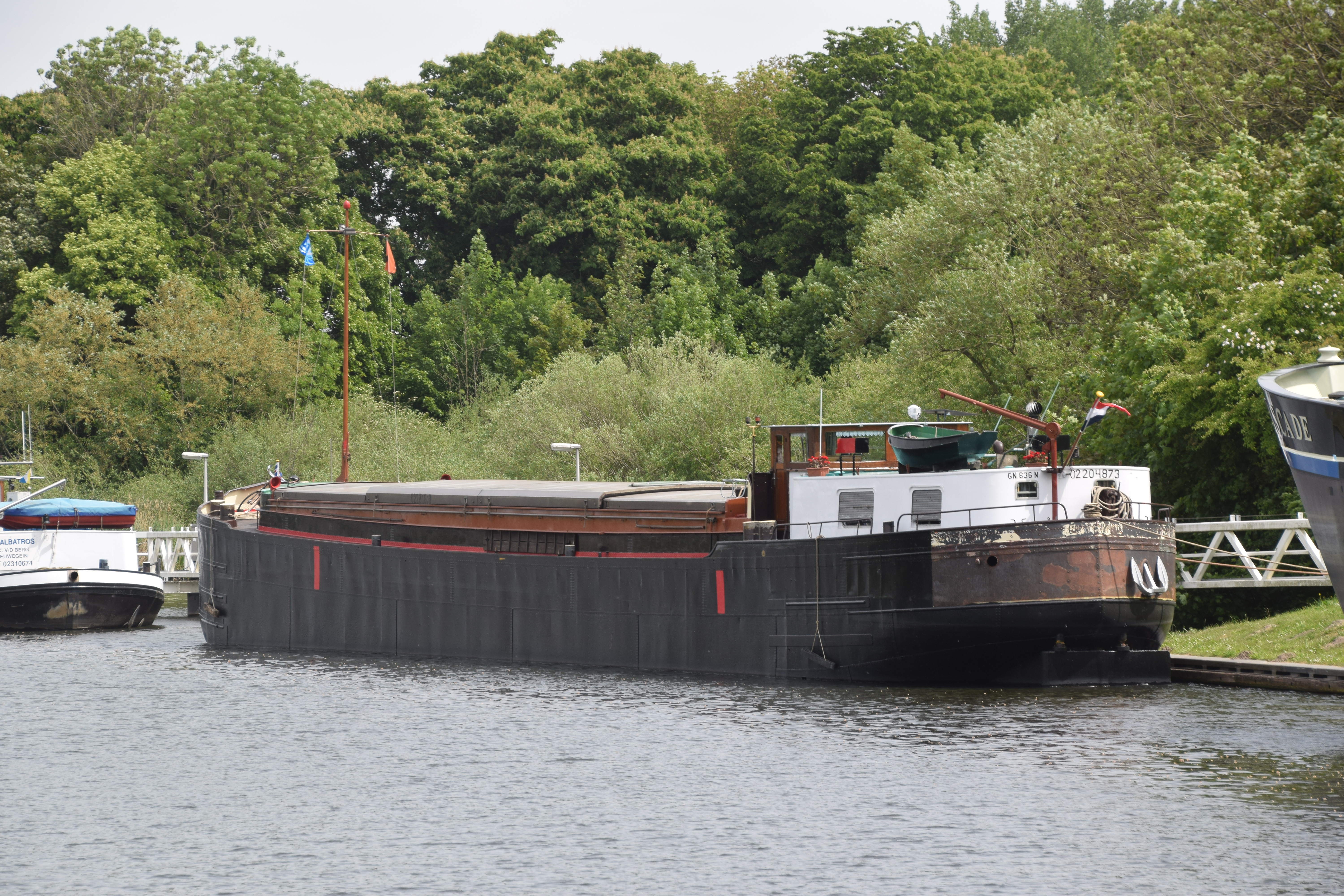
Oostenwind, een spits van 39 meter lang en 5,1 m breed

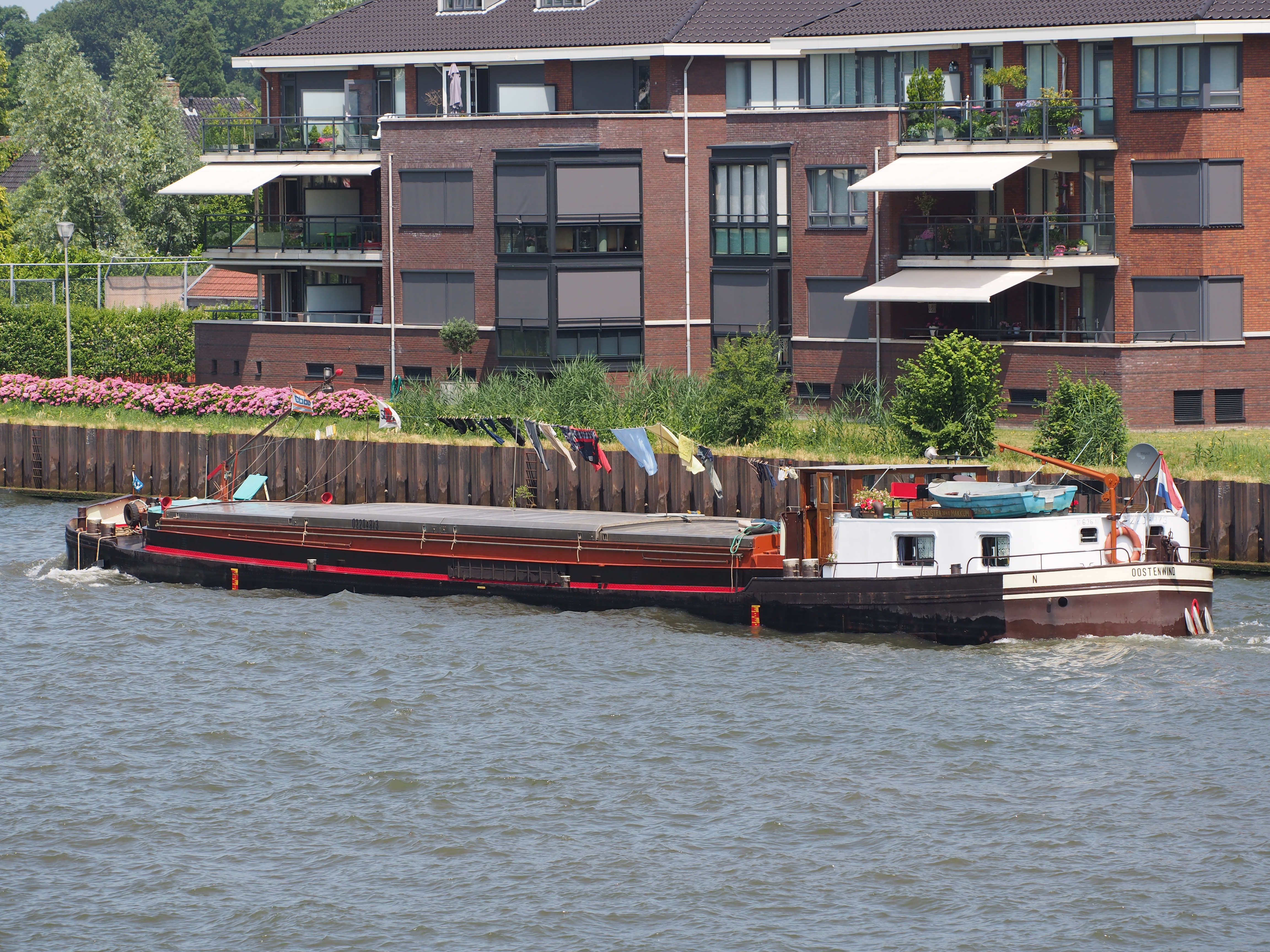
Idem in geladen toestand op het Amsterdam-Rijnkanaal

Een spits is een binnenvaartschip waarvan de afmetingen zijn afgeleid van de maten van de sluizen en kanalen in Frankrijk. De Franse naam is péniche. Deze afmetingen van de kanalen werden in 1879 vastgelegd door minister van openbare werken Charles de Freycinet. De sluiskolken moesten minimaal 5,20 meter breed en 40 meter lang zijn. De minimale waterdiepte bedraagt 2,20 meter en de maximale doorvaarthoogte is 3,50 meter.
Een spits kan maximaal zo'n 300 tot 400 ton vervoeren en heeft een maximale diepgang van 2,50 meter. Het eigen gewicht bedraagt rond de 80 ton. Veel spitsen zijn 38,50 meter lang en 5,05 meter breed. Deze maten van de spits komen overeen met CEMT-klasse I. De spits heeft als nadeel dat de vrachtcapaciteit beperkt is, maar ze kunnen op vrijwel alle Europese binnenwateren varen. Een ander nadeel is de lage vaarsnelheid door de stompe voorsteven.